# Wladimiro Marinello
Wladimiro Marinello est un astronome amateur italien.
Le Centre des planètes mineures le crédite de la découverte de trois astéroïdes, effectuée entre 2007 et 2009, toutes avec la collaboration de Marco Micheli ou Mario Tonincelli.
L'astéroïde (229836) Wladimarinello lui a été dédié.
| (221769) Cima Rest   | 15 avril 2007 |
| (233559) Pizzetti    | 4 août 2007   |
| (325455) Della Valle | 28 août 2009  |